# 子叶

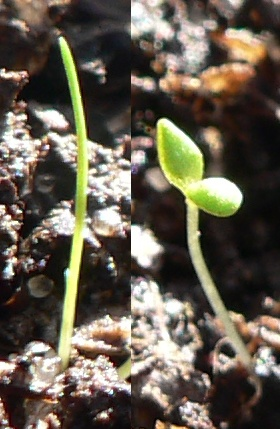
单子叶植物和双子叶植物种子发芽的比较。在单子叶植物（左）的可见部分实际上是从分生组织生产的第一片真叶，子叶本身仍然在种子内部。

子叶（英語：cotyledon）是植物种子胚的组成部分之一，位于胚茎上部，具有贮存养料或幼苗时期进行同化作用的器官。
无胚乳种子的子叶，因为贮存养料较多，所以特别肥厚，如豆科、葫芦科等植物的种子；禾本科植物的子叶称“内子叶”或“盾片”，其功能较为特殊，具有吸收和消化作用；某些禾本科植物（如小麦），胚外相对的一侧有一突起称为“外子叶”。
通常可以依照子葉的位置將植物的幼苗分成地上型與地下型幼苗兩大類。以豆科為例，若是播種發芽後下胚軸無顯著的發育，而只是上胚軸在生長，則會直接把胚芽頂出土表，而將子葉留在土中，因此稱為地下型幼苗，如豌豆；反之，發芽後若下胚軸一直生長，就會把子葉以及胚芽頂出土表，因此稱為地上型幼苗，如大豆。

## 子叶的分类

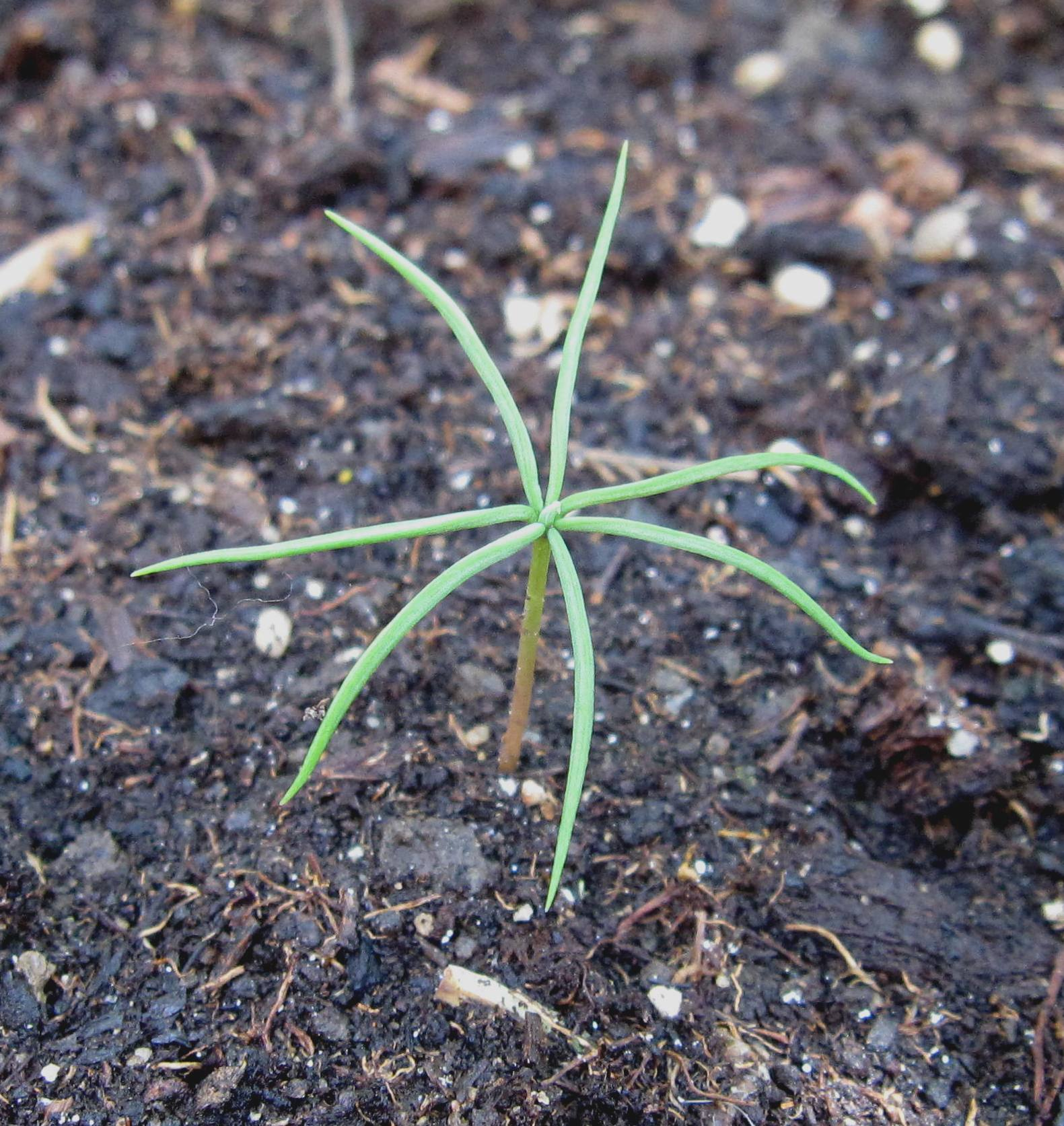
裸子植物花旗松的七個子葉

根据胚的子叶数目，被子植物可分为双子叶植物和单子叶植物。裸子植物也有子葉，但數量不固定。

### 双子叶植物
双子叶植物（英語：Dicotyledon）多具2片子叶，极少数具3，4或24片子叶（如毛莨科）。

### 单子叶植物
单子叶植物（英語：Monocotyledon）仅有一片子叶，少数由于胚没有分化，没有子叶（如兰科植物）。